# カヤノヒメ

神産み神話（イザナギ・イザナミが生んだ神々）

カヤノヒメは、日本神話に登場する草の神である。
『古事記』では鹿屋野比売神、『日本書紀』では草祖草野姫（くさのおやかやのひめ。草祖は草の祖神の意味）と表記し、『古事記』では別名が野椎神（のづちのかみ）であると記している。

## 神話での記述
神産みにおいて伊邪那岐命 （いざなぎ）・伊邪那美命（いざなみ）の間に生まれた。
『古事記』においては、山の神である大山津見神との間に、4対8柱の神を生んだ。

## 神名
神名の「カヤ」は萱のことである。
萱は屋根を葺くのに使われるなど、人間にとって身近な草であり、家の屋根の葺く草の霊として草の神の名前となった。
別名の「ノヅチ（野槌）」は「野の精霊（野つ霊）」の意味である。

## 祀られる神社
樽前山神社（北海道苫小牧市）では山の神・大山祇神（おおややまつみ）、木の神・句句廼馳（くくのち）と共に祀られている。
萱津神社（愛知県あま市）では日本唯一の漬物の神として祀られている。
清野井庭神社（三重県伊勢市）では灌漑用水の神、別説では屋船の神の分霊であるという。